# Metameria (química)

Pentan-2-ona.
Pentan-3-ona.
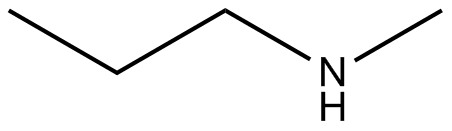
N-metilpropanamina.
N-etiletanamina.

La metameria és un tipus d'isomeria de posició que presenten certs composts, anomenats metàmers, i que consisteix en la unió de radicals diferents en un mateix àtom o grup radical.
El mot «metameria» significa qualitat de metàmer, essent aquest un mot compost del prefix «meta–», que prové del grec μετα– meta–, que indica «canvi de lloc»; i de «–mer», forma sufixada del mot grec μέρος, méros, que significa «part».
Els metàmers sempre pertanyen a la mateixa sèrie homòloga. Els compostos, com els èters (per exemple metoxipropà i etoxietà, ambdós amb fórmula molecular {\displaystyle {\ce {C4H10O}}}), les cetones (com la pentan-2-ona i la pentan-3-ona que tenen la mateixa fórmula {\displaystyle {\ce {C5H10O}}}), les amines secundàries (per exemple l'N-metilpropanamina i l'N-etiletanamina de fórmula {\displaystyle {\ce {C4H11N}}}), etc. mostren metameria.